# История почты и почтовых марок Албании
История почты и почтовых марок Албании рассматривает развитие почтовой связи и выпуски собственных почтовых марок (c 1913) на территории Албании.

## Развитие почты
История почты в Албании отслеживается со времён её вхождения в Османскую империю. При этом с 1870 года по 1913 год в обращении на албанской территории находились почтовые марки Османской империи.

## Выпуски почтовых марок

### Первые марки
После обретения независимости Албания выпустила первые почтовые марки в 1913 году.

### Последующие эмиссии
Надписи на почтовых марках Албании, обозначающие название государства на албанском языке: Shqiperia, Shqiperise, Shqiptare.

### Надпечатки
Первая надпечатка на почтовых марках Албании была сделана 28 ноября 1913 года. Ручным штемпелем произведена надпечатка государственной символики — Албанского орла после провозглашения независимости от Османской империи и нового номинала в 10 турецких пара. Имела хождение до 31 декабря 1913 года. Существуют разновидности по цвету.
Последняя надпечатка сделана в январе 2006 года по изменению номинала в 40 албанских леков (lek) в связи с необходимостью марок данного номинала.
За весь период было произведено 319 каталогизированных надпечаток, из них 14 почтово-благотворительных для сбора средств в Фонд Красного Креста, 52 — в связи с изменением государственного строя в Албании, 50 — изменения номинала почтовой марки, 62 — памятных, 21 — по изменению типа марки, для использования в качестве доплатной, 18 — контрольных надпечаток для предотвращения спекуляций почтовыми марками.

## Итальянская почта в Албании (1902—1923)
На территории находившейся до 1912 года в составе Османской империи Албании функционировали итальянские почтовые отделения, в которых использовались почтовые марки, предназначенные для всех таких почтовых отделений, работавших в Османской империи. Помимо указанных почтовых марок почтовым ведомством Италии эмитировались специальные марки для Албании. Так, в 1902—1908 годах в обращении были итальянские почтовые марки с надпечаткой текста итал. «Albania» («Албания») и нового номинала, предназначенные для почтовых отделений в городах Скутари (Шкодер), Дураццо (Дуррес) и Валона (Влёра).
В 1909—1916 годах для трёх указанных почтовых отделений выпускались отдельные марки. Это были итальянские почтовые марки с надпечаткой нового номинала в турецкой валюте и названия города, а именно: итал. «Scutari di Albania» («Скутари в Албании»), «Durazzo» («Дураццо») и «Valona» («Валона»). Всего было выпущено 10 почтовых марок для Шкодера, 9 — для Дурреса и 10 — для Влёры.
В октябре 1911 года отделения почты Италии в Албании были закрыты, но снова начали работать через год, в октябре 1912 года, окончательно перестав функционировать в 1923 году.

## Оккупационные выпуски

### Австро-венгерская оккупация
В период оккупации Албании Австро-Венгрией в Первую мировую войну на оккупированной территории в обращении были марки австро-венгерской полевой почты.

### Оккупация во Вторую мировую войну
В период Второй мировой войны выпускались почтовые марки германской, греческой и итальянской оккупации.

## Местный выпуск Шкодера
В марте 1915 года почтой города Шкодера был эмитирован местный выпуск, представлявший собой надпечатку в четыре строки с названием города и другим текстом на албанском языке на албанских почтовых марках выпуска 1914 года. Также для использования в качестве доплатных марок аналогичная надпечатка с добавлением буквы «T» (доплата) была сделана на марках Албании 1913 года выпуска. В период с мая 1915 года по январь 1919 года почта Шкодера не функционировала, но уже в 1919 году на почтовой марке Албании выпуска 1914 года была выполнена надпечатка текста алб. «Shkoder 1919» («Шкодер 1919»).

## Фантастические выпуски
В июне 1921 года на территории Албании была провозглашена независимая Республика Мирдита. Просуществовала она до ноября того же года. В 1922 году на филателистическом рынке появилась пятимарочная серия независимого правительства Мирдиты с надписью алб. Vetëkeverria e Mirditiës («Независимое правительство Мирдиты»). Некоторые «марки» были снабжены надпечаткой «TAKSE» — доплата. Однако отношения к Мирдитской республике они не имели и являлись спекулятивно-фантастическим выпуском.

Примеры спекулятивно-фантастических марок Мирдиты
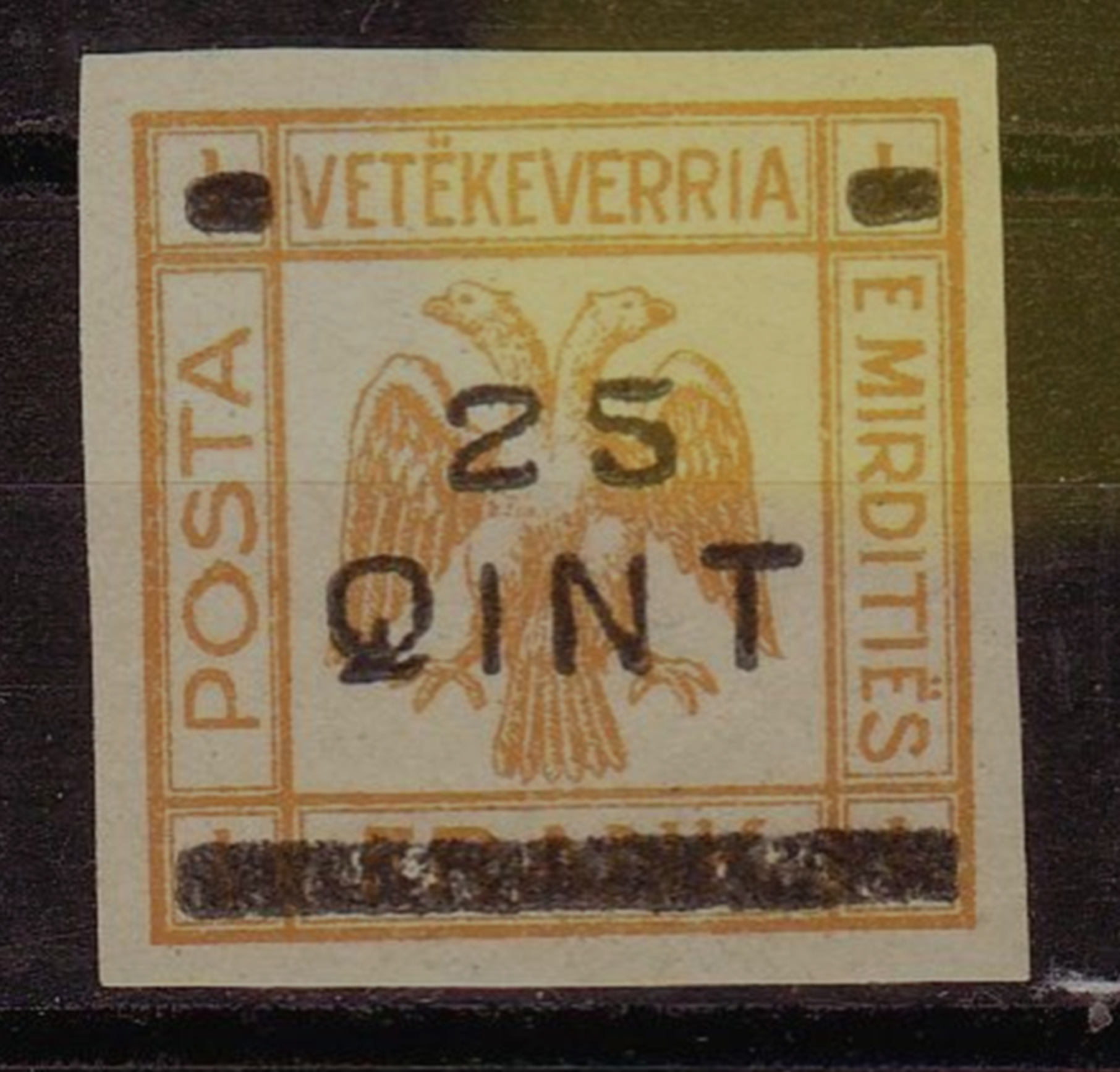
«Почтовая марка»
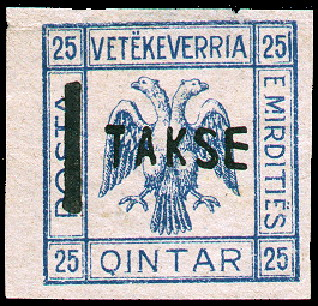
«Доплатная марка»